# ボワシー＝サン＝レジェ駅
ボワシー＝サン＝レジェ駅（フランス語: Gare de Boissy-Saint-Léger）はフランスパリ東部郊外のボワシー＝サン＝レジェにある、パリ交通公団（RATP）RER A線の鉄道駅。

## 歴史
ボワシー＝サン＝レジェ駅は1874年7月8日にヴァンセンヌ線の終点駅として開業した。翌1875年にはブリ＝コント＝ロベールへの延伸により中間駅となり、更に1892年に路線はヴェルヌイユ＝レタンまで延伸した。ボワシー-ヴェルヌイユ間の旅客営業の停止により1953年5月18日にヴァンセンヌ線の終点駅となった。1969年12月14日にRERの駅となり、現在はRER A2線の終点駅である。

## 駅構造

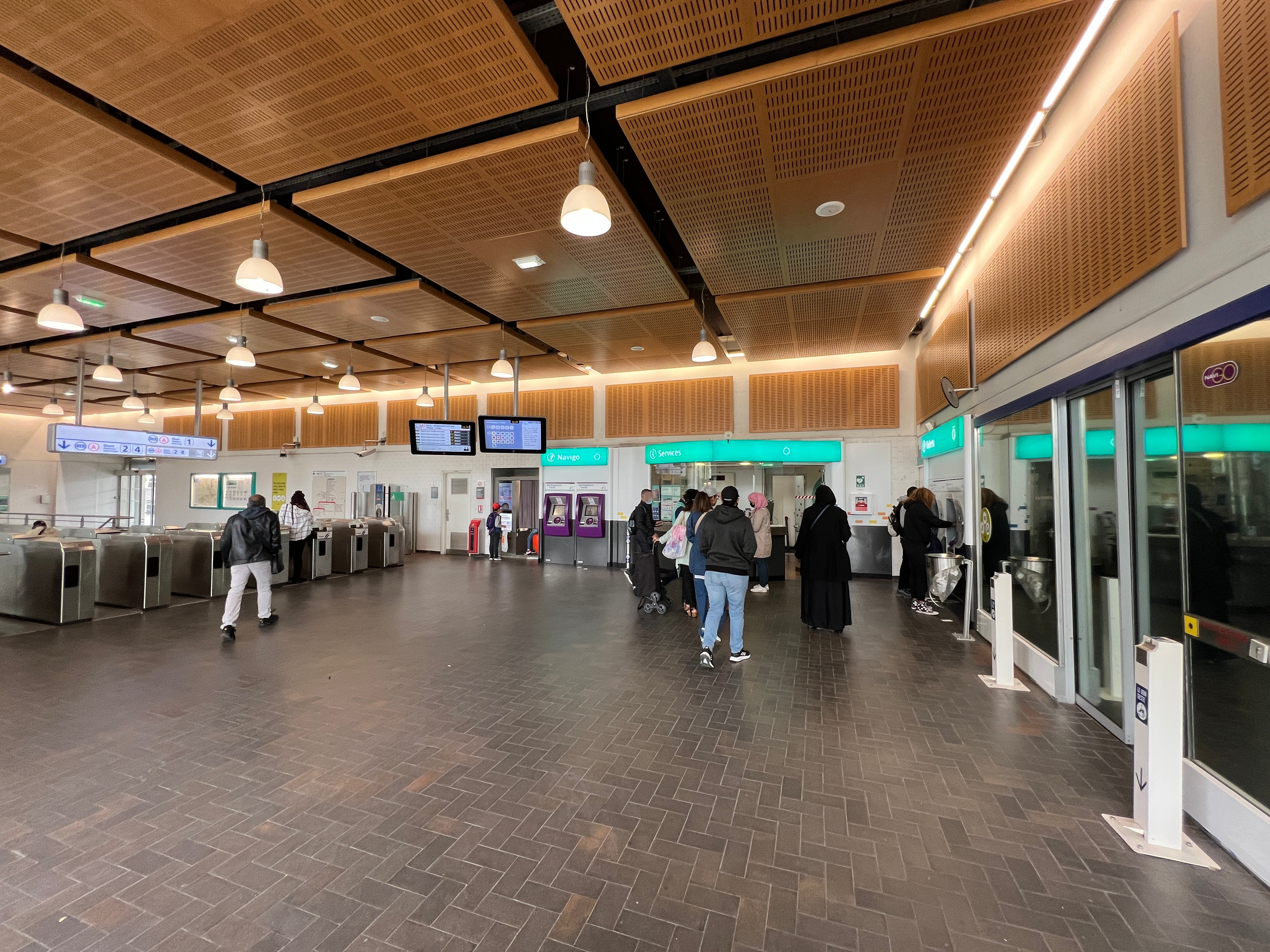
駅構内

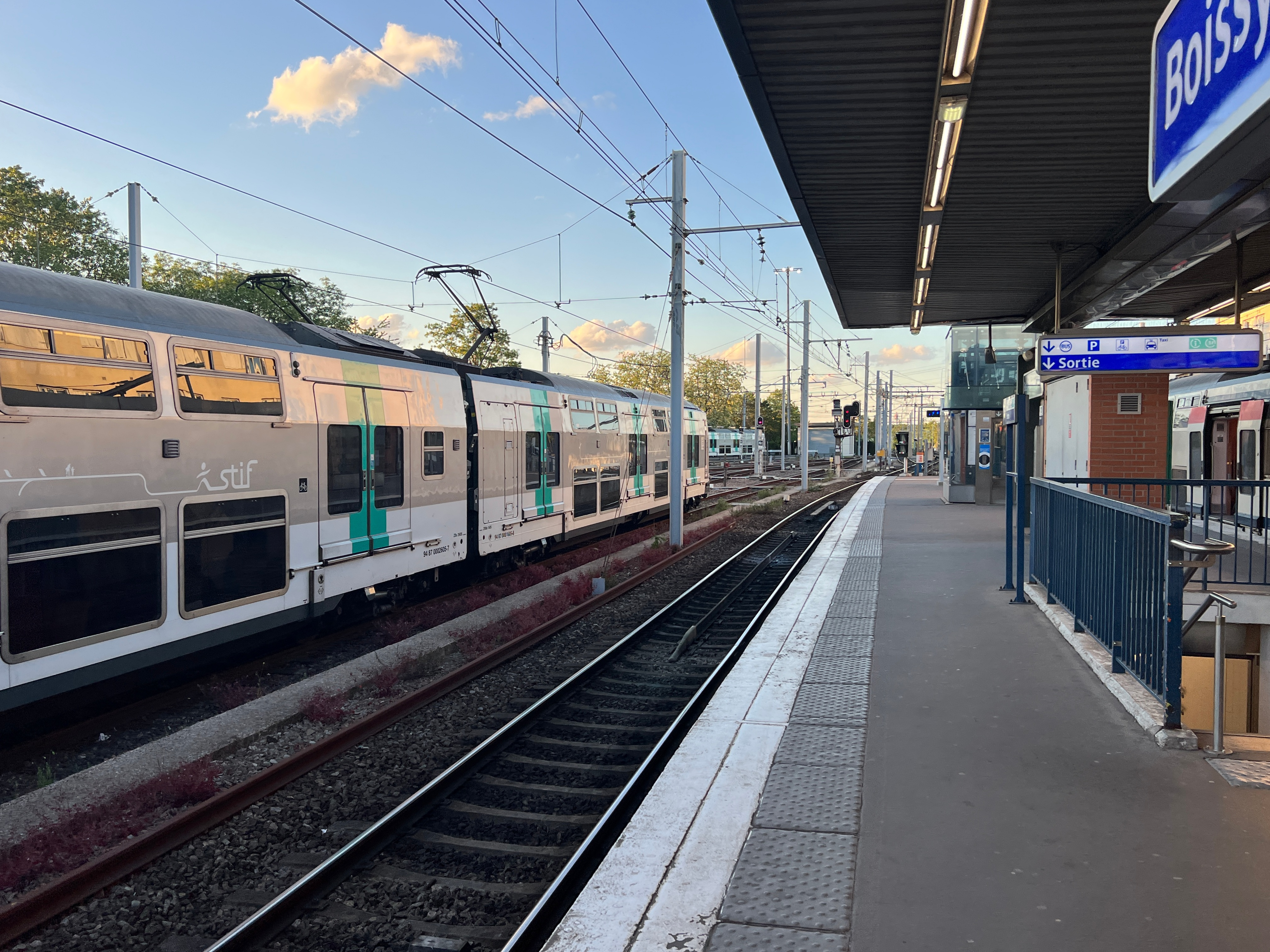
ホーム

単式ホーム1面1線と島式ホーム1面2線、合計2面3線のホームを有する。
409台収容可能な駐車場を併設している。

## 利用状況
2021年のRATPの推計によると、当駅の年間利用客数は2,197,101人。

## 駅周辺
- スーパーマーケットG20（フランス語版）
- フランクリックス（英語版、フランス語版）
- ボワシー自動車学校（Boissy Auto Ecole）

## 隣の駅
| A線                                                                                       | A線    | A線    |
| ----------------------------------------------------------------------------------------- | ------ | ------ |
| シュシー＝ボンヌイユ サン＝ジェルマン＝アン＝レー方面 ポワシー方面 セルジー・ル・オー方面 | A2支線 | 終点駅 |